# ادیث تالکین
ادیث ماری تالکین در زمان تولد برت (۲۱ ژانویه ۱۸۸۹ – ۲۹ نوامبر ۱۹۷۱) همسر رمان‌نویس مشهور جی. آر. آر. تالکین و الهام بخش شخصیت‌های لوثین و آرون بوده‌است.